# Districtul Hlohovec

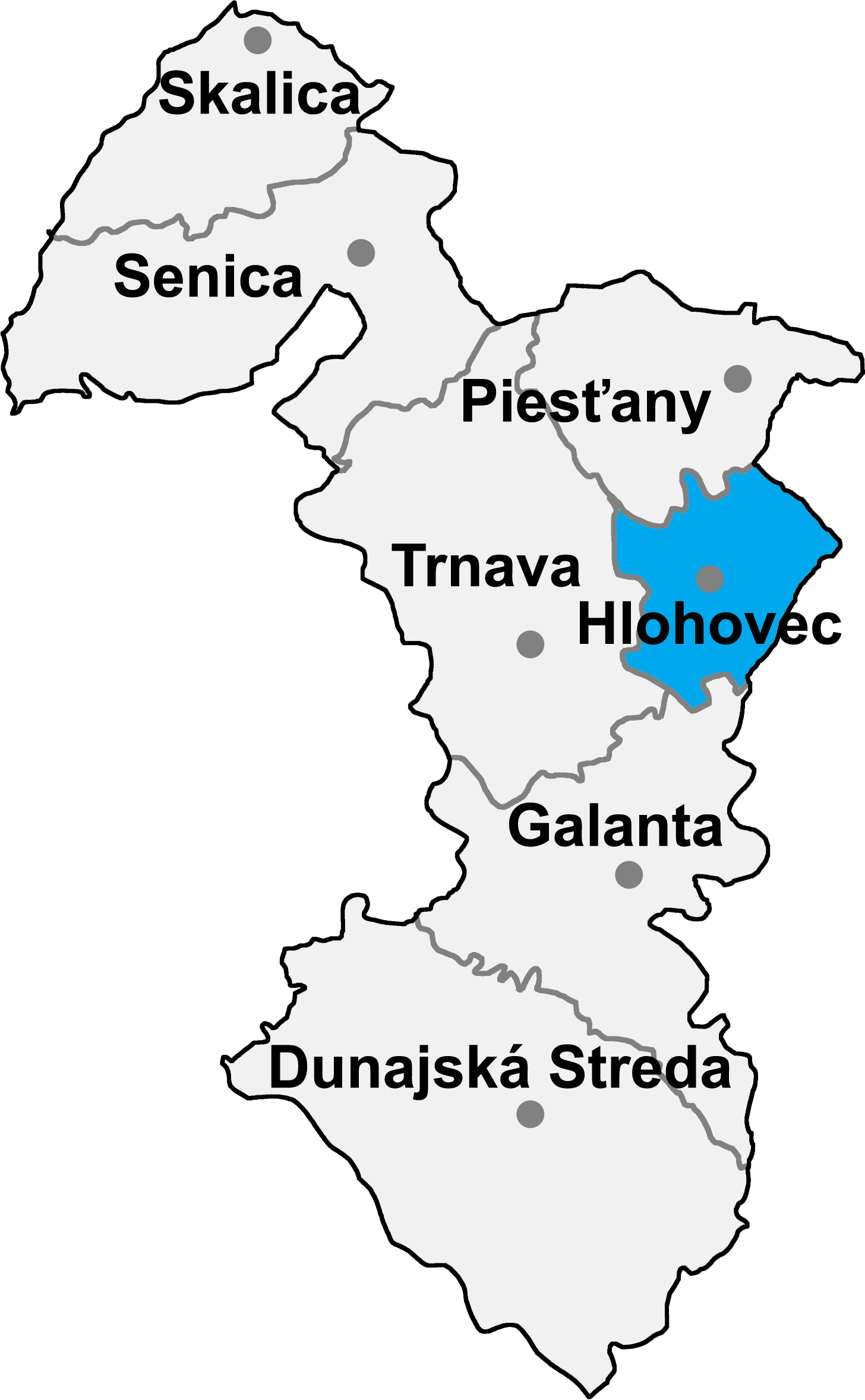
Districtul Hlohovec

Districtul Hlohovec (okres Hlohovec) este un district în Slovacia vestică, în Regiunea Trnava. 

## Demografie
| An:                | 1994   | 2004   | 2014   | 2024   |
| ------------------ | ------ | ------ | ------ | ------ |
| Număr de persoane: | 45.494 | 45.282 | 45.723 | 42.762 |
| Diferență:         |        | −0,46% | +0,97% | −6,47% |

| An:                | 2023   | 2024   |
| ------------------ | ------ | ------ |
| Număr de persoane: | 43.197 | 42.762 |
| Diferență:         |        | −1,00% |

## Comune
- Bojničky
- Červeník
- Dolné Otrokovce
- Dolné Trhovište
- Dolné Zelenice
- Dvorníky
- Hlohovec
- Horné Otrokovce
- Horné Trhovište
- Horné Zelenice
- Jalšové
- Kľačany
- Koplotovce
- Leopoldov
- Madunice
- Merašice
- Pastuchov
- Ratkovce
- Sasinkovo
- Siladice
- Tekolďany
- Tepličky
- Trakovice
- Žlkovce